# Phryxe edwardsella
Phryxe edwardsella là một loài ruồi trong họ Tachinidae.